# Орчуша
О̀рчуша (на албански: Orqushë или Orqusha; на сръбски: Орчуша или Orčuša) е село, разположено в областта Гора, в община Драгаш (Шар), Косово.

## География
Селото е разположено от дясната страна на реката Плав (Лума), непосредствено до границата с Албания.

## История
Селото се споменава като ωрчюша̀ в Грамотата на сръбския цар Стефан Душан от 1348-1352 година, издадена на манастира „Свети Архангели Гавраил и Михаил“ в Призрен.
След Междусъюзническата война селото попада в Албания. Според Стефан Младенов в 1916 година О̀рчуша е българско село с 64 къщи.
В рапорт на Сребрен Поппетров, главен инспектор-организатор на църковно-училищното дело на българите в Албания, от 1930 година Орчища е отбелязано като село с 80 къщи българи мохамедани.